# Coenosia flavicornis
Coenosia flavicornis är en tvåvingeart som först beskrevs av Fallen 1825.  Coenosia flavicornis ingår i släktet Coenosia och familjen husflugor. Arten är reproducerande i Sverige. Inga underarter finns listade i Catalogue of Life.